# Holst Peak
Der Holst Peak ist ein rund 1000 m hoher, felsiger und pyramidenförmiger Berg im Zentrum der westantarktischen Alexander-I.-Insel. Er ragt auf halbem Weg zwischen dem südlichen Ende der Walton Mountains und der LeMay Range auf.
Der britische Geograph Derek Searle vom Falkland Islands Dependencies Survey kartierte ihn 1960 anhand von Luftaufnahmen der US-amerikanischen Ronne Antarctic Research Expedition. Das UK Antarctic Place-Names Committee benannte ihn 1961 nach dem britischen Komponisten Gustav Holst (1874–1934).